# 광남운수
광남운수 유한회사(광남運輸 有限會社)는 광주광역시의 마을버스 운송 업체이다. 본사는 광주광역시 북구 지야동 802-16번지(하서로 652-28)에 위치해 있다.

## 주요 연혁
- 2018년: 회사 설립

## 운행 노선
- ● 777번: 우치공원(주말), 살레시오고(평일) ~ 전남대 용봉탑
- ● 788번: 시화문화마을문화관 ~ 남부대국제수영장
- ● 799번: 김대중컨벤션센터(마륵)역 ~ 살레시오고

## 보유 차량
자일대우 NEW BS090과 현대 그린시티로 운행한다.